# João de Ravena
São João de Ravena, (Itália, 494), Bispo e Confessor.
Era o bispo da cidade de Ravena quando, por ocasião de uma invasão bárbara, afastou-se do continente com outros numerosos fugitivos. Ele é considerado um dos fundadores da cidade de Veneza - Itália.